# Schildau
Schildau  est une ville de Saxe (Allemagne), située dans l'arrondissement de Saxe-du-Nord, dans le district de Leipzig. Avec effet au 1er janvier 2013, elle a fusionné avec Belgern sous le nom de Belgern-Schildau.